# Louis Hudson
Louis Hudson   (16 de maig de 1898 - Ontario, 24 de juny de 1975) va ser un jugador d'hoquei sobre gel canadenc que va competir durant la dècada de 1920.
El 1928 va prendre part en els Jocs Olímpics de Sankt Moritz, on guanyà la medalla d'or en la competició d'hoquei sobre gel.